# Blériot 110
Pour les articles homonymes, voir Blériot.
Le Blériot 110 baptisé « Joseph Le Brix » est l'avion qui a permis à Lucien Bossoutrot et Maurice Rossi de décrocher le record du monde de distance et de durée, le 1er mars 1931. Monoplan Blériot à moteur Hispano-Suiza de 600 chevaux, c'est un prototype qui a été imaginé par l'ingénieur Filippo Zappata, présentant une envergure de 26,50 mètres pour une longueur de 14,57 mètres et une surface portante de 81 mètres carrés.
En 1933, sur cet avion, Paul Codos et Maurice Rossi battaient le record du monde de distance en ligne droite, ayant parcouru 9 100 km entre New York et Rayak au [Liban] en 55 heures de vol.